# 佐藤由美子 (フリーアナウンサー)
佐藤 由美子（さとう ゆみこ、1974年6月26日 - ）は、群馬県を拠点に活動する日本のフリーアナウンサー、キャリア・コンサルタント。

## 来歴
群馬県出身。高崎商科短大付属高校、高崎商科短期大学（現・高崎商科大学短期大学部）秘書課卒業。
短大を卒業後、トヨタカローラ群馬に入社。同社の営業担当になるが、1998年にNHK前橋放送局の契約キャスター試験を受けて合格。同局制作部に配属され、『こんにちはいっと6けん』などに出演する。2001年にNHKとの契約を終了し、ライムライト所属のフリーアナウンサーとなる。
フリーへの転向後には、群馬の民放テレビ番組とラジオ番組を中心に活動。また、日本キャリア開発協会が規定するキャリア・デベロップメント・アドバイザー (CDA) の資格を取得し、川口短期大学ビジネス実務学科実務特講の社会人講師と新島学園短期大学キャリアセンターの非常勤カウンセラーを務めている。
私生活では2児の母。

## 担当番組
特記のないデータは、すべて2019年7月時点の Tomorrow's Brain Partner 公式プロフィールからの参考。

### NHK前橋放送局
- こんにちはいっと6けん（NHK総合テレビ） - キャスター、リポーター
- 首都圏ネットワーク（NHK総合テレビ） - キャスター、リポーター
- 首都圏いきいきワイド（NHK総合テレビ） - コーナーリポーター
- ネットワーク日本（NHKラジオ第1） - リポーター

### フリー転向後
- 新発見！とちぎの旅（とちぎテレビ） - リポーター
- ビジネスジャーナル（群馬テレビ） - リポーター
- JAみどりの風（群馬テレビ） - リポーター
- TAKASAKI STYLE（ラジオ高崎） - パーソナリティ[2]
- Air Place（ラジオ高崎） - パーソナリティ[2]
- Sweets Box（ラジオ高崎） - パーソナリティ[2]
- Info Lunch（ラジオ高崎）[8]
- マイタウン高崎（ラジオ高崎）[8]
- ハッピーキャリアラジオ（ラジオ高崎）[3]
- たつレポ（ラジオ高崎）[3]
- Musique Sans Frontières（ラジオ高崎）[9]
- Smile（ラジオ高崎）[9]